# De Ferrari metróállomás
De Ferrari egy metróállomás Olaszországban, Genova városában a Genovai metró 1-es vonalán.

## Nevezetességek a közelben
| Név                                           | Típus                  | Koordináta | Kép |
| --------------------------------------------- | ---------------------- | --- | --- |
| Chiesa del Gesù e dei Santi Ambrogio e Andrea | templom                | é. sz. 44,406639°, k. h. 8,933472°44.406639°N 8.933472°E é. sz. 44,406867°, k. h. 8,932978°44.406867°N 8.932978°E |     |
| Doge's Palace, Genoa                          | palota múzeumépület    | é. sz. 44,407594°, k. h. 8,933128°44.407594°N 8.933128°E                                                          |     |
| Genovai székesegyház                          | székesegyház           | é. sz. 44,407694°, k. h. 8,931500°44.407694°N 8.931500°E                                                          |     |
| Porta Soprana                                 | erődítmény             | é. sz. 44,405583°, k. h. 8,934667°44.405583°N 8.934667°E                                                          |     |
| San Donato                                    | templom                | é. sz. 44,405833°, k. h. 8,931944°44.405833°N 8.931944°E                                                          |     |
| San Matteo                                    | templom                | é. sz. 44,408222°, k. h. 8,933028°44.408222°N 8.933028°E                                                          |     |
| Teatro Carlo Felice                           | operaház színházépület | é. sz. 44,408083°, k. h. 8,934778°44.408083°N 8.934778°E                                                          |     |
| Terrazza Martini Tower                        | felhőkarcoló           | é. sz. 44,40560°, k. h. 8,93583°44.405600°N 8.935830°E                                                            |     |
| piazza De Ferrari                             | tér                    | é. sz. 44,407222°, k. h. 8,934167°44.407222°N 8.934167°E                                                          |     |

## Kapcsolódó állomások
A metróállomáshoz az alábbi állomások vannak a legközelebb:
- Sarzano/Sant’Agostino (Brin, Genoa Metro)
- Brignole (Brignole, Genoa Metro)